# Agou (Côte d'Ivoire)
Pour les articles homonymes, voir Agou.
Agou est une localité située dans le Sud de la Côte d'Ivoire, et appartenant au département d'Adzopé, dans la Région de La Mé. Elle a été érigée en commune par la loi N° 85-1085 du 17 octobre 1985. Elle est la porte d’entrée du Département d’Adzopé. La localité d'Agou est un chef-lieu de commune. Le périmètre de la commune d’Agou englobe dans ses limites, outre la localité d’Agou, les villages d’Ayallo, Diapé, N’Guessankoi, Boudépé, Akoundzé, Andé et les campements qui leur sont rattachés.

## Historique
La commune d’Agou fait partie intégrante de l’aire traditionnelle du peuple AKYE, appelé « Tchoyasso ». Le canton Tchoya comprend les sous-préfectures de Yakassé-Mé, de Bécédi-Brignan, d’Agou et d’Adzopé. Quant à la commune d’Agou, elle est composée de sept (07) villages : Ayalo, N’guessankoi, Agou, Diapé, Andé, Grand-Akoudzin et Boudépé ; dont le chef-lieu est Agou. Ce peuple serait venu du Ghana pour cause de conflit autour du trône ASHANTI. Arrivé dans la région actuelle, il aurait trouvé beaucoup de palmiers sous lesquels il se serait installé, d’où l’appellation Tchoyasso qui signifie : « « ceux qui sont au milieu des palmiers. » Par décomposition linguistique, on a : « Tcho » : Palmier, « Y a » : parmi, au milieu,« Sso » : Habitants.
Concernant Agou,chef-lieu, l’histoire rappelle la figure d’une femme forte, Aponin, (la mère de Apo) qui dirigea avec autorité la localité. Elle serait venue du canton Lépin. Fatiguée, elle se serait reposée sous les palmiers.

## Relief et Végétation
La commune d’Agou est implantée en zone forestière avec un couvert végétal verdoyant toute l’année. Son relief est vallonné avec des coteaux et des bas-fonds marécageux. Elle est arrosée par de nombreux cours d’eau. La végétation et le relief de la commune d’Agou sont favorables au développement de l’agriculture qui constitue la base de l’économie de la commune. En effet, les populations d’Agou, majoritairement agricultrices, cultivent le cacao, le café, l’hévéa, le palmier à huile ainsi que des produits vivriers dont le manioc, l’igname, la banane etc…

## Infrastructures socio-culturelles et de promotion humaine
- Au niveau de l’éducation
- Enseignement préscolaire et primaire*

Chaque village de la commune compte au moins un, deux ou trois groupes scolaires.
Excepté l’école primaire publique d’Ayalo et de N’guessan-koi, les autres établissements comptent une école maternelle. Ce qui donne un total de cinq écoles maternelles et dix-huit écoles primaires.
- Enseignement secondaire*

La commune d’Agou dispose de trois collèges de proximité publics, d’un lycée moderne public et de deux établissements secondaires privés.
- Au niveau de la santé

La commune d’Agou dispose d’un centre de santé urbain avec un médecin comme chef de service.
Les six autres villages, excepté Ayalo, dispose chacun d’un centre de santé rural composé d’un dispensaire avec au moins un infirmier et d’une maternité avec une sage-femme.
Tous les villages de la commune sont reliés au réseau électrique national.
Ils disposent tous de l’eau potable.
- Au plan de la communication

La commune bénéficie des prestations de Côte d’Ivoire Telecom ainsi que des autres opérateurs privés : Orange, Mtn et Moov.

## Sécurité
La commune d'Agou dispose d'une brigade de gendarmerie, qui assure l'essentiel de la sécurité, et du maintien de l'ordre

## Économie
La proximité de la commune d’Agou avec Abidjan, la capitale économique de la Côte d’Ivoire est son premier atout. En outre, elle est située sur l’axe routier bitumé Abidjan-Adzopé (Chef-lieu de la région de la Mé et du département d’Adzopé). Cet axe routier traverse tout le sud-est de la Côte d’Ivoire jusqu’à la frontière du Ghana. Les autres villages de la commune sont reliés au chef lieu et entre eux par des voies praticables en toutes saisons.
En plus des cultures pérennes (le café, le cacao, le bois, l’hévéa, le palmier à huile) il   existe des bas-fonds favorables à la pisciculture et aux cultures maraîchères.
A côté de ces potentialités au niveau agricole, il existe également l’élevage traditionnel de bovins, de caprins, de porcins, de petits ruminants et de volailles.
Au plan semi-industriel, il existe deux (2) unités de transformation du manioc à Diapé et à Andé, villages situés respectivement à 3 et 4,5 km d’Agou, chef-lieu.
Au niveau des activités commerciales, la plupart des villages sont pourvus de marchés couverts avec des magasins.
L’activité économique des femmes demeure principalement la fabrication de l’attiéké (couscous de manioc).
Ces activités économiques et commerciales sont soutenues par une coopérative de microfinance dénommée, Caisse d’Epargne et de Crédit Kêlécho d’Agou (CECKA) portée par les femmes de la commune d’Agou.